# Сич-2-30
«Сич-2-30» (укр. Січ-2-30) — украинский оптико-электронный спутник, предназначенный для наблюдения Земли. Был запущен 13 января 2022 года с мыса Канаверал во Флориде (США) ракетой-носителем Falcon 9 компании SpaceX. Изначально разрабатывался под названием «Сич-2-1» (укр. Cіч-2-1), но был переименован в «Сич-2-30», как заявляют СМИ переименование было в честь тридцатилетия независимости Украины, в связи с чем, планировали запустить его в юбилейном 2021 году.
Спутник «Сич-2-30» разрабатывался в рамках Национальной космической программы Украины и предназначен для получения цифровых изображений поверхности Земли в видимом и инфракрасном диапазонах длин электромагнитных волн и передачи информации полученных изображений наземному информационному комплексу космической системы.

## История
Разработка и изготовление системы управления спутником осуществлены Харьковской компанией «Хартрон-Аркос». Он является усовершенствованной версией спутника Сич-2.
В 2019 году была закончена сборка самого спутника.
2 февраля 2021 президент Украины Владимир Зеленский в своём обращении поставил задачу запустить спутник 24 августа 2021 года, в год 30-летия Независимости Украины.
От Правительства Украины ответственным за создание необходимых для запуска спутника условий, включая финансирование проекта в 2021 году, а также обеспечение системного контроля всех основных мероприятий и работ, осуществлял Олег Уруский, вице-премьер-министр Украины — Министр по вопросам стратегических отраслей промышленности Украины .
11 февраля 2021 в Государственном космическом агентстве Украины (ГКАУ) сообщили, что по состоянию на 13.01.2021 года работы по созданию спутника «Сич 2-1» выполнены ориентировочно на 85 %, а работы по созданию наземного центра управления — на 45 %. В Держкосмосе заявили, что «манипуляции и некомпетентность официальных лиц» лишь дискредитируют космическую отрасль Украины и ставят под угрозу завершение работ над спутником. В то же время, там подчеркнули, что делают все возможное, чтобы запустить спутник уже в этом году, согласно поставленной задаче Президента Украины.
25 октября 2021 спутник «Сич-2-30» получил от Международного союза электросвязи собственную орбиту и частоту. 
Испытания спутника закончились в ноябре 2021 года.

## Запуск
5 марта 2021 года украинские СМИ сообщали, что SpaceX запустит спутник «Сич-2-30», в числе 105 спутников из 20 стран, в конце 2021 года; запуск будет произведён ракетой-носителем Falcon 9 с мыса мыса Канаверал во Флориде (США). Стоимость запуска составит 1,9 млн долл..
8 декабря спутник отправился из аэропорта «Борисполь» в США, в космический центр имени Кеннеди для подготовки к запуску.
Сначала запуск спутника на околоземную орбиту был запланирован на 10 января 2022 года, но затем был перенесён на 13 января.

13 января 2022 года спутник был запущен РН "Falcon 9".
После отделения космического аппарата с ним была установлена связь и получена телеметрическая информация, подтвердившая работоспособность бортовой аппаратуры. Президент В. Зеленский в тот день вечером заявил, что Национальный центр управления и испытаний космических средств вблизи г. Дунаевцы успешно провел первый сеанс связи со спутником. 
При этом, спутник не был идентифицирован (обнаружен) и внесён в соответствующую базу НАСА; позже в КБ «Южное» сообщили, что спутник таки вышел на связь, однако недостаток энергии приводит к нарушениям связи. 

27 января на официальной странице КБ «Южное» появилось сообщение о состоянии спутника: «Ряд внешних факторов, связанных с особенностями кластерного запуска, не позволил установить устойчивую связь с космическим аппаратом во время критически важных первых сеансов и обеспечить своевременное построение его штатной ориентации. Ориентация осталась такой, когда на рабочие поверхности солнечной батареи попадает лишь отражённое от поверхности Земли солнечное излучение или кратковременное прямое излучение под достаточно малым углом. Сочетание этих факторов привело к негативному влиянию на энергетический баланс аппарата, но заложенные в аппарате инженерные решения и алгоритмы работы позволили „Сич-2-30“ провести самостоятельную перезагрузку и восстановить свою работоспособность в энергосберегающем режиме.»
Как заявлено: «По результатам следующих сеансов связи отказов бортовой аппаратуры не обнаружено. Моделирование динамики движения космического аппарата по орбите с учетом воздействия внешних факторов свидетельствует о том, что в течение 1-2 месяцев пространственное положение станет благоприятным для накопления электроэнергии, что позволит привести ориентацию к штатной».
16 февраля 2022 в базе данных США появилась информация об идентификации спутника «Січ-2-30», что означает установление с ним устойчивой связи:  со спутником произошла постоянная связь (или их серия), в результате чего удалось определить его как один из космических объектов, который до этого имел только условное название. Спутник можно найти с помощью сервиса Celestrak — он отображается с названием "Sich-2-30". Продолжаются лётно-конструкторские испытания спутника, которые должны завершиться в середине марта.
| Характеристика                                          | Параметр                                 |
| ------------------------------------------------------- | ---------------------------------------- |
| Масса спутника                                          | 180 кг                                   |
| Высота полёта                                           | 663-682 км, круговая солнечно-синхронная |
| Разрешение на местности: - Многоспектральные снимки     | - - 7,8 м                                |
| Полоса захвата на местности: - Многоспектральные снимки | - - 46,6 км                              |
| Срок активного существования                            | не менее 5 лет                           |
| Носитель вывода на орбиту                               | Falcon 9                                 |
| Объём памяти, Гбайт                                     | 10                                       |
| Скорость передачи данных, Мбит / с                      | 30,72                                    |
| Дата запуска                                            | 13 января 2022 года                      |
| Разработчики                                            | Южное (конструкторское бюро)             |
| Изготовитель                                            | Южное (конструкторское бюро)             |

## Оценки
Старший научный сотрудник киевского Института космических исследований Национальной академии наук Украины Алексей Парновский так оценивает технические характеристики спутника: «Аппаратура космического аппарата „Сич-2-30“ даёт изображение среднего пространственного разрешения — около восьми метров на пиксель. Этого недостаточно, например, для военных, которым нужны данные до одного метра на пиксель. Этот аппарат на сегодняшний день не имеет смысла из-за его несоответствия современным технологиям.»